# 乾洗澡

乾洗澡的標誌

乾洗澡（英語：Drybath）是由南非的路迪克·馬利珊（Ludwick Marishane）發明的一種殺菌凝膠，只要將凝膠抹在身上後再擦拭即可清潔身體，幾乎無須用水。該發明能造福飽受缺水之苦的人們亦能節約用水。馬利珊的靈感源於2007年朋友的一句話。他以該發明於2011年榮獲全球學生企業家獎。

## 發明與販售
2007年，住在南非林波波省農村的路迪克·馬利珊（Ludwick Marishane）在與朋友做日光浴時得到了乾洗澡的靈感。那時他一位不想洗澡的朋友抱怨为何沒人發明一種只要弄在皮膚上就可以不用洗澡的東西。當時還是高中生的馬利珊用手機透過Google和維基百科研究護膚霜和沐浴乳，了解其成分和製作方式。6個月後，他研發出了配方，並在接下來的一年之內申請專利，以17歲之齡成為南非最年輕的專利申請者（保持至2012年）。同時他也創立了公司，著手開始乾洗澡的生產業務，並花了2個月時間撰寫一份40頁長、共8,000字的商業計劃書，發送給80位創業投資者，但無人願意投資。馬利珊表示，他的這項發明可以造福無數飽受缺水之苦的人們，同時也能節約用水。馬利珊選擇將乾洗澡用小包裝一份一份賣，因為他知道在非洲地區，人們「不會買一包的香菸，他們一天單獨買一支香菸，即便那樣更花錢」。在開發中國家，一份乾洗澡賣50美分。每接到一份乾洗澡的訂單，都會捐贈一份乾洗澡給慈善機構。也有推出瓶裝的乾洗澡。

## 使用與成分
乾洗澡是一種殺菌凝膠，其成分包含生物類黃酮、活性精油、除臭劑、天然潤膚劑和果酸。乾洗澡使用時需先把包裝折成兩半，將凝膠擠出抹在身上，再用手或濕布擦拭，即可清除身上的汙垢，同時防止皮膚乾燥和消除體臭。

## 迴響
馬利珊因該發明於2011年榮獲全球學生企業家獎。他的發明和故事也獲《時代雜誌》、美國有線電視新聞網（CNN）和《商業內幕》等媒體報導。截止至2014年2月，已賣出445,590份乾洗澡，估計節省了35,647,200公升的水。

## 外部連結
- 官方网站